# Wilfried Morawetz
Wilfried Morawetz (* 17. November 1951 in Leoben, Steiermark; † 12. März 2007 in Leipzig) war ein österreichischer Botaniker. Sein offizielles botanisches Autorenkürzel lautet „Morawetz“.

## Leben
Morawetz wuchs in Bogotá, Madrid und Wien auf. Er studierte von 1971 bis 1980 Botanik, Zoologie, Paläontologie an der Universität Wien und wurde 1980 bei Friedrich Ehrendorfer mit seiner Arbeit „Morphologisch-ökologische Differenzierung, Biologie, Systematik und Evolution der neotropischen Gattung Jacaranda (Bignoniaceae)“ zum Dr. phil. promoviert. Er war als Assistent am Institut für Botanik in Wien tätig und hielt sich 1974/ 1975 und 1980/ 1981 zu Forschungs- und Lehraufenthalten an der „Faculdade de Ciências Medicas e Biologicas de Botucatu“ in São Paulo auf. 1986 habilitierte er sich in Wien und erhielt die venia legendi für Botanik mit besonderer Berücksichtigung der Systematischen Botanik und der Tropenbiologie. Ab 1986 war er Universitätsdozent für Botanik an der Universität Wien und war ab 1987 Leiter der Arbeitsgruppe „Pflanzensystematik der Neotropen“ am Institut für Botanik.
1994 wurde er als Ordinarius auf den Lehrstuhl für Spezielle Botanik und Ökologie an der Fakultät für Biowissenschaften, Pharmazie und Psychologie der Universität Leipzig berufen, zudem Direktor des Botanischen Gartens (HBL) und des Herbariums (LZ).
Wilfried Morawetz war ab 1978 Mitglied der österreichischen Freimaurerloge Zur Bruderkette.
Er verstarb am 12. März 2007 an einer Hepatitis-Infektion, die er sich in den 1970er-Jahren über eine Plasmaspende zugezogen hatte. Verantwortlich ist die Firma Seroplas.

## Wirken
Forschungsschwerpunkte waren die Genetik der Gefäßpflanzen und die Beziehungen zwischen Pflanze und Tier, insbesondere die Bestäubungsbiologie und die Ameisenpflanzen.
Morawetz war seit 1991 Mitglied des Lenkungsausschusses des „Tropical Canopy Research (TCR)“ der European Science Foundation.
1993 wurde er Leiter der Forschungsstelle für „Biosystematik und Ökologie“ der Österreichischen Akademie der Wissenschaften.
1999 erschien zu dem von ihm errichteten Baumkronen-Kran in Venezuela die Dokumentation „Unterwegs mit der Starship: 2. Venezuela – Mission zum grünen Planeten“.
Wilfried Morawetz war seit 1999 ordentliches Mitglied der Sächsischen Akademie der Wissenschaften. Außerdem war er Mitglied der „Gesellschaft Harmonie e.V.“ und des Rotary Club Leipzig.
Er war 2002 Gründungsvorstand und späterer Direktor des Lateinamerika-Zentrums an der Universität Leipzig. 2006 organisierte Morawetz den internationalen Workshop zum deutsch-brasilianischen Projekt „Offene Räume in Megacities - ein Potential für naturorientiertes Leben“. Er war mehrfach zu Forschungsreisen in Südamerika unterwegs; Schlagzeilen machte er 2005 mit der Montage eines Kranes für die Baumkronenforschung, zunächst in Venezuela und später im Leipziger Auwald. 2005 holte er die Baumkronenforscher der ganzen Welt zu ihrer 4. Internationalen Konferenz nach Leipzig.
1988 wurde er mit dem Sandoz-Preis für Biologie (heute Novartis-Preis) geehrt.
2010 fand im Kunstverein Bad Salzdetfurth die Ausstellung HORTUS MEDICUS in Memoriam Prof. Dr. Wilfried Morawetz statt.

## Schriften
- Amazonas, Schroll 2. Auflage 1992, ISBN 3-7031-0675-1, zusammen mit Fritz Trupp, Walter Hödl, Gerhard Kübelböck
- Biologie und Ökologie der Bromelienfauna von Guzmania weberbauerei im amazonischen Peru. Bibliographie der Bromelien-Phytotelmata, Verlag der österreichischen Akademie der Wissenschaften 1993, ISBN 3-7001-2114-8, zusammen mit  Peter Krügel
- Bibliographie der Flechten und flechtenbewohnenden Pilze in Österreich, Verlag der österreichischen Akademie der Wissenschaften 1993, ISBN 3-7001-2115-6, zusammen mit  Roman Türk, Josef Poelt
- Ökologische Grundwerte in Österreich – Modell für Europa ?, Verlag der österreichischen Akademie der Wissenschaften 1994, ISBN 3-7001-2152-0, zusammen mit Thomas Klestil, W. Blum, K. Burian, E. Christian
- Reproduktionsbiologie einiger Bignoniaceen im Cerrado Brasiliens, Verlag der österreichischen Akademie der Wissenschaften 1993, ISBN 3-7001-2117-2, zusammen mit Albert D Stevens
- Die Polyacetylene in der Artemisia-Vulgares-Gruppe (Anthemideae /Compositae), Verlag der österreichischen Akademie der Wissenschaften 1994, ISBN 3-7001-2171-7, zusammen mit Bruno Wallnöfer
- Biometrische und karyosystematische Untersuchungen am Polyploidkomplex Biscutella laevigata s.l., Verlag der österreichischen Akademie der Wissenschaften 1994, ISBN 3-7001-2118-0, zusammen mit Christiane König
- Reprocutive morphology in Annonacea, Verlag der österreichischen Akademie der Wissenschaften 1996, ISBN 3-7001-2173-3, zusammen mit P. Leins, C. Erbar, Hans Winkler
- Ökologische Untersuchungen an Perciden der Oberen Donau, Verlag der österreichischen Akademie der Wissenschaften 1996, ISBN 3-7001-2573-9, zusammen mit  Gerald Zauner, Hans Winkler
- Deep Sea and extreme shallow-water habitats: affinities and adaptions, Verlag der österreichischen Akademie der Wissenschaften 1996, ISBN 3-7001-2574-7, zusammen mit Franz Uiblein, Jörg Ott, Michael Stachowitsch, Hans Winkler
- Die Rostpilze Österreichs. Catalogus Florae Austriae – III. Teil, Heft 1: Uredinales, Verlag der österreichischen Akademie der Wissenschaften 1997, ISBN 3-7001-2650-6, zusammen mit Josef Poelt, Peter Zwetko, Hans Winkler
- Beiträge zur Kenntnis der Ährenmaus. Mus spicilegus Peteny, 1882, Verlag der österreichischen Akademie der Wissenschaften 2000, ISBN 3-7001-2940-8, zusammen mit Unterholzner, Willenig, Bauer, Hans Winkler
- Epiphyten. Pflanzenvielfalt in den Baumkronen, Universität Leipzig 2001, ISBN 3-934178-12-X, zusammen mit Peggy Seltmann, Wilfried Morawetz, Jürke Grau, Ehrentraud Bayer